# Bothrochilus fredparkeri
Espèce
Synonymes
- Leiopython fredparkeri Schleip, 2008

Statut CITES
Bothrochilus fredparkeri est une espèce de serpents de la famille des Pythonidae.

## Répartition
Cette espèce est endémique de Papouasie-Nouvelle-Guinée. Elle se rencontre entre 1 100 et 1 500 m d'altitude.

## Description
C'est un serpent constricteur ovipare.

## Étymologie
Cette espèce est nommée en l'honneur de Frederick Stanley Parker.

## Publication originale
- Schleip, 2008 : Revision of the Genus Leiopython Hubrecht 1879 (Serpentes: Pythonidae) with the Redescription of Taxa Recently Described by Hoser (2000) and the Description of New Species. Journal of Herpetology, vol. 42, no 4, p. 645-667.